# Wallbach AG
| AG ist das Kürzel für den Kanton Aargau in der Schweiz. Es wird verwendet, um Verwechslungen mit anderen Einträgen des Namens Wallbach zu vermeiden. |

Wallbach (schweizerdeutsch: ˈʋɑlˌbɑχ) ist eine Einwohnergemeinde im Schweizer Kanton Aargau. Sie gehört zum Bezirk Rheinfelden und liegt im Westen der Region Fricktal am Hochrhein sowie an der Grenze zu Deutschland.

## Geographie
Das Dorf erstreckt sich auf einer Länge von fast zwei Kilometern dem Rhein entlang, der hier nordwärts und nicht wie auf dem grössten Teil der Strecke zwischen Bodensee und Basel in Richtung Westen fliesst. Grund dafür ist eine bis zu vier Kilometer breite Endmoräne westlich des Dorfes, die von den Ausläufern des Tafeljuras aus weit in die Ebene hineinragt. Sie entstand während der Riss-Eiszeit vor rund 140'000 Jahren und bildete den nordwestlichen Endpunkt der alpinen Vergletscherung. Bedingt durch die Erosion entstand eine erhöht liegende ausgedehnte Ebene, die am östlichen und nördlichen Rand steil zum Fluss abfällt; der Höhenunterschied beträgt stellenweise mehr als 60 Meter. Das Siedlungsgebiet ist am Rhein mit demjenigen von Mumpf zusammengewachsen. Auf der gegenüberliegenden Flussseite befindet sich das Dorf Wallbach, das zu Bad Säckingen gehört. Die Gemeinde Wallbach wird zwar zum Fischingertal gezählt, liegt aber im Gegensatz zu den anderen drei Talgemeinden geographisch nicht direkt im Tal.
Die Fläche des Gemeindegebiets beträgt 455 Hektaren, davon sind 132 Hektaren bewaldet und 89 Hektaren überbaut. Der höchste Punkt liegt auf 351 m ü. M. auf der Hochebene der Moräne, der tiefste auf 280 m ü. M. am Rhein. Nachbargemeinden in der Schweiz sind Möhlin im Nordwesten, Zeiningen im Südwesten und Mumpf im Südosten. Im Osten grenzt Wallbach an die deutschen Gemeinden Bad Säckingen und Wehr.

## Geschichte
Auf dem Gemeindegebiet von Wallbach standen einst drei römische Wachttürme, die ab dem Jahr 370 die nördliche Grenze des Imperiums sicherten. Der Wachtturm in der «Stelli» war der grösste seiner Art am Hochrhein, der erhalten geblieben ist. Im Jahr 1911 kamen bei Grabungen die Reste eines Gutshofes aus dem 1. oder 2. Jahrhundert zum Vorschein. Zu Beginn des 5. Jahrhunderts zogen sich die Römer endgültig zurück.
Die erste urkundliche Erwähnung von Walabuok erfolgte im Jahr 1281. Der Ortsname stammt vom althochdeutschen Walahbuohha und bedeutet «Buchengehölz des Walah». Dabei bezeichnet Walah einen welschen oder römisch-keltischen Vorsiedler. Nach dem Aussterben der Grafen von Homberg-Tierstein ging die Landesherrschaft im Jahr 1232 an die Habsburger über. Diese verpfändeten nach dem Waldshuterkrieg von 1468 das gesamte Fricktal an Burgund. Als die Burgunder von den Eidgenossen während der Burgunderkriege vernichtend geschlagen worden waren, kam Wallbach 1477 wieder unter österreichische Herrschaft.

Historisches Luftbild von Werner Friedli von 1949

Als Folge der Reichsreform des österreichischen Kaisers Maximilian I. gehörte Wallbach ab 1491 zu Vorderösterreich und lag in der Landschaft Möhlinbach, einer untergeordneten Verwaltungseinheit der Kameralherrschaft Rheinfelden (ab 1752 im Oberamt Breisgau). Im 17. Jahrhundert gab es kaum längere Friedenszeiten. Der Rappenkrieg, ein Bauernaufstand, der im Nachbardorf Mumpf ausbrach, dauerte von 1612 bis 1614. Der Dreissigjährige Krieg, der zwischen 1633 und 1638 auch das Fricktal erfasste, warf das Dorf in seiner wirtschaftlichen Entwicklung zurück. Auch während des Pfälzischen Erbfolgekriegs (1688–1697) zogen fremde Truppen durch die Region.
1797 wurde das Fricktal nach dem Frieden von Campo Formio ein französisches Protektorat. Während des Zweiten Koalitionskrieges verlief hier die Frontlinie zwischen den Armeen Frankreichs und Österreichs. Am 20. Februar 1802 wurde Wallbach eine Gemeinde im Distrikt Rheinfelden des Kantons Fricktal, der sich im August der Helvetischen Republik anschloss. Seit dem 19. Februar 1803 gehört die Gemeinde zum Kanton Aargau.
Jahrhundertelang lebten die Dorfbewohner vom Fischfang und der Flösserei auf dem Rhein. Die seit etwa 1500 belegte «Rheingenossenschaft» kontrollierte den Schiffsverkehr zwischen Basel und Laufenburg. Die Eröffnung der Bözbergeisenbahn im Jahr 1875 änderte vorerst wenig daran, da das Dorf keinen eigenen Bahnhof erhielt. Nach dem Bau des Wasserkraftwerks Ryburg-Schwörstadt und dem Aufstauen des Rheins mussten die letzten Fischer und Flösser ihre Tätigkeit aufgeben. In der Folge nahm die Bedeutung der Industrie kontinuierlich zu. Seit 1950 hat sich die Bevölkerungszahl mehr als verdoppelt.

## Wappen
Die Blasonierung des Gemeindewappens lautet: «In Rot getatztes weisses Doppelkreuz, überhöht von sechsstrahligem weissem Stern.» Das Wappen wurde kurz nach der Kantonsgründung im Jahr 1803 eingeführt. Um 1930 wurde noch ein Stern hinzugefügt. Ein ähnliches Doppelkreuz befindet sich auf dem Turm der Wallbacher Pfarrkirche, welches auf die engen Bindungen an die Stiftskirche in Bad Säckingen hinweist.

## Sehenswürdigkeiten

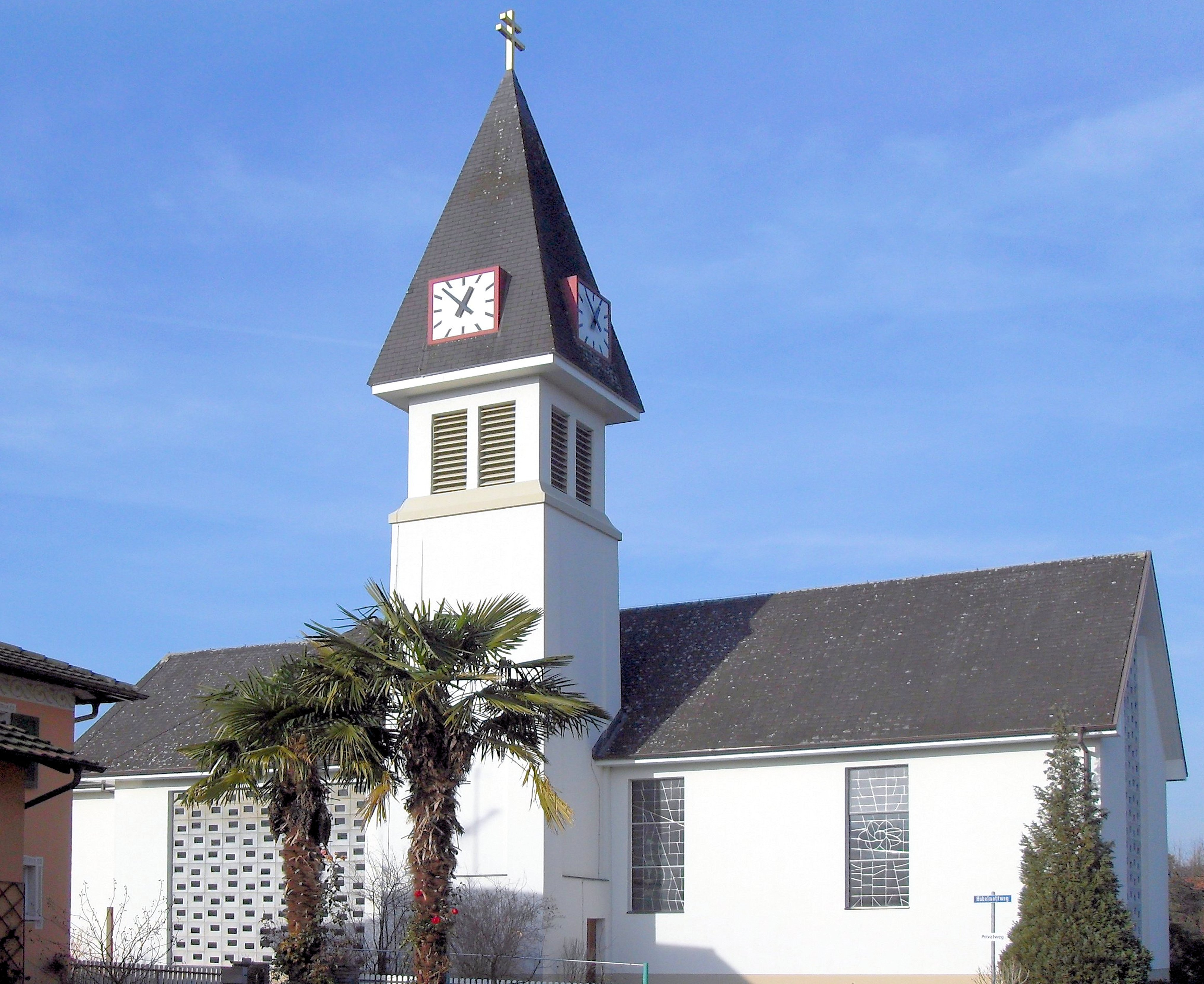
Katholische Kirche

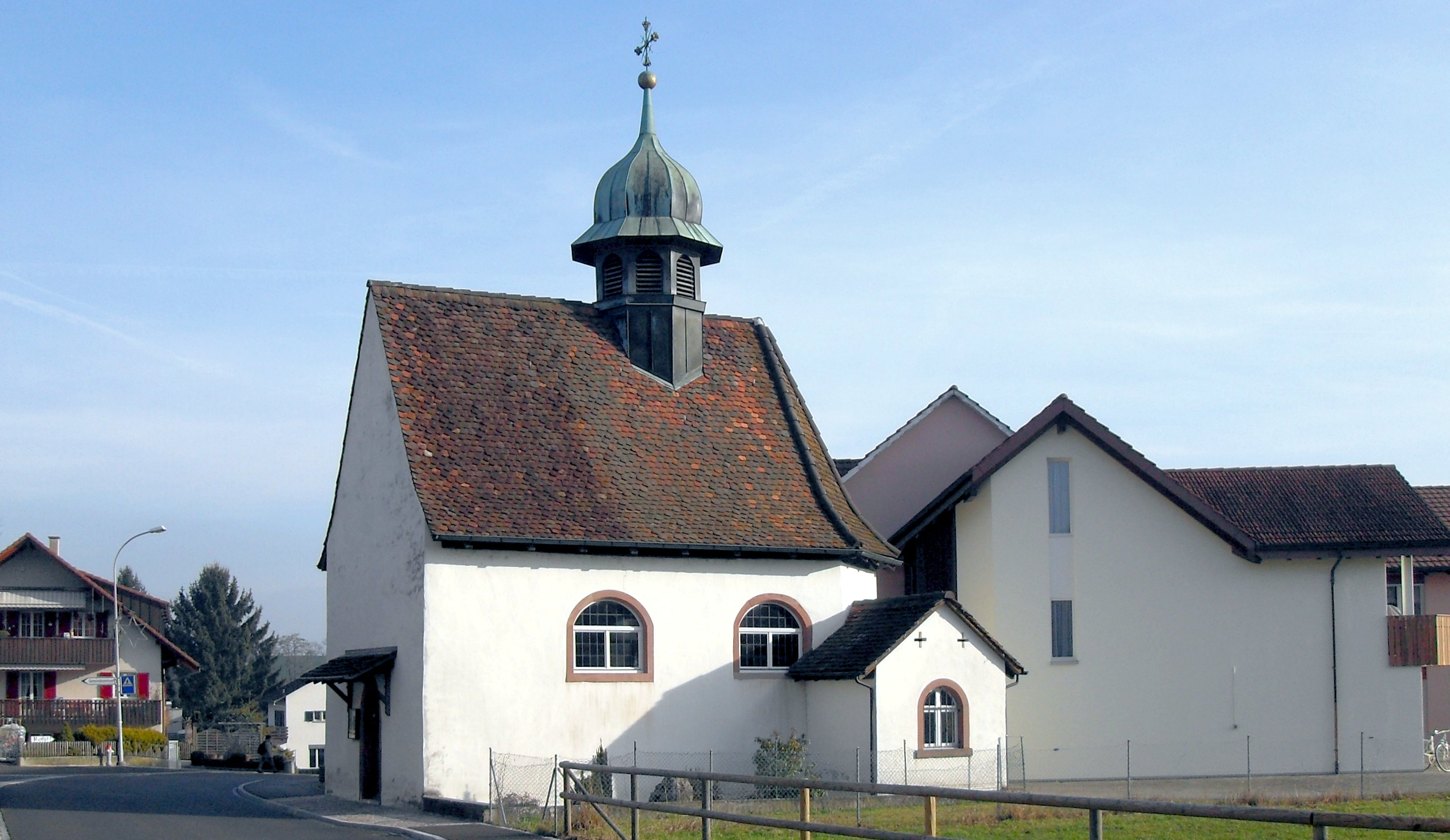
Christkatholische Kapelle

Im alten Dorfkern sind mehrere Häuser aus dem 19. Jahrhundert erhalten geblieben. Diese sind auf zwei Gevierte konzentriert, die direkt an das Flussufer angrenzen. Das einzige Haus, das noch ein Strohdach besitzt, steht an der Unterdorfstrasse und stammt aus dem 17. Jahrhundert. Im Jahr 1698 entstand die Kapelle St. Sebastian. Sie war zunächst ein Teil der römisch-katholischen Pfarrei Mumpf, seit 1898 wird sie von der christkatholischen Kirchgemeinde Obermumpf-Wallbach genutzt. 1892 errichteten die Römisch-Katholiken ein eigenes Gotteshaus, die Pfarrkirche St. Maria.

## Bevölkerung
Die Einwohnerzahlen entwickelten sich wie folgt:
| Jahr      | 1768 | 1850 | 1900 | 1930 | 1950 | 1960 | 1970 | 1980 | 1990 | 2000 | 2010 | 2020 | 2022 |
| Einwohner | 290  | 638  | 661  | 639  | 734  | 896  | 1022 | 1068 | 1229 | 1526 | 1818 | 1998 | 2068 |

Am 31. Dezember 2023 lebten 2081 Menschen in Wallbach, der Ausländeranteil betrug 19,3 %. Am 31. Dezember 2024 waren 54,3 % konfessionslos oder gehörten anderen Glaubensrichtungen an. 28,8 % bezeichneten sich als römisch-katholisch, 14,1 % als reformiert und 2,8 % als christkatholisch. 94,2 % gaben bei der Volkszählung 2000 Deutsch als ihre Hauptsprache an, je 1,2 % Französisch und Italienisch.

## Politik und Recht
Die Versammlung der Stimmberechtigten, die Gemeindeversammlung, übt die Legislativgewalt aus. Ausführende Behörde ist der fünfköpfige Gemeinderat. Er wird im Majorzverfahren vom Volk gewählt, seine Amtsdauer beträgt vier Jahre. Der Gemeinderat führt und repräsentiert die Gemeinde. Dazu vollzieht er die Beschlüsse der Gemeindeversammlung und die Aufgaben, die ihm vom Kanton zugeteilt wurden. Für Rechtsstreitigkeiten ist in erster Instanz das Bezirksgericht Rheinfelden zuständig. Wallbach gehört zum Friedensrichterkreis XIV (Rheinfelden).

## Wirtschaft
In Wallbach gibt es gemäss der im Jahr 2015 erhobenen Statistik der Unternehmensstruktur (STATENT) rund 880 Arbeitsplätze, davon 4 % in der Landwirtschaft, 67 % in der Industrie und 29 % im Dienstleistungssektor. Die wichtigsten Unternehmen sind die Novoplast AG, die Plastikteile aller Art für den Industrie- und Haushaltsbereich herstellt, Forbo Siegling Schweiz, einer der führenden Hersteller von Antriebsriemen, Transport- und Prozessbändern sowie der Uhrenhersteller Roamer. Daneben gibt es kleinere Gewerbe- und Dienstleistungsbetriebe. Zahlreiche Erwerbstätige sind Wegpendler und arbeiten in den grösseren Gemeinden des Fricktals und in der Agglomeration der Stadt Basel.

## Verkehr
Etwa einen halben Kilometer südlich verläuft die Hauptstrasse 3 zwischen Basel und Zürich, das Dorfzentrum ist nicht vom Durchgangsverkehr betroffen. Die nächstgelegenen Anschlüsse der Autobahn A3 befinden sich bei Rheinfelden und Eiken. Die Anbindung an das Netz des öffentlichen Verkehrs erfolgt durch eine Postautolinie, die vom Bahnhof Möhlin durch das Fischingertal nach Wegenstetten führt. An Wochenenden verkehrt ein Nachtbus von Möhlin durch das Möhlintal und Fischingertal zurück nach Möhlin.

## Bildung
Die Gemeinde verfügt über einen Kindergarten und eine Primarschule. Nach der Aufhebung des Oberstufenzentrums Fischingertal in Mumpf vom Juli 2019 besuchen die Real- und Sekundarschüler den Unterricht an der Kreisschule Unteres Fricktal (KUF) in der Schulanlage Engerfeld Rheinfelden; die Bezirksschüler werden an der Bezirksschule in Möhlin unterrichtet. Aufgrund einer interkantonalen Vereinbarung können Jugendliche aus Teilen des Fricktals das Gymnasium in Muttenz (Kanton Basel-Landschaft) oder in Basel absolvieren.

## Persönlichkeiten
- Jan Lurvink (* 1965), Schriftsteller